# Битва під Остроленкою
53°05′00″ пн. ш. 21°35′00″ сх. д. / 53.0833° пн. ш. 21.5833° сх. д.
Битва під Остроленкою відбулася 26 травня 1831 року під час Польського повстання 1831 року. Битва сталася біля міста Остроленка над річкою Нарев.
Російське військо під командуванням фельдмаршала Дибича одержало рішучу перемогу над головними силами польської армії під командуванням генерала Я. Скшинецького.